# Jeffrey Richman
Jeffrey Richman é um roteirista, produtor e ator americano.

## Vida pessoal
Richman é homossexual. Desde 2003, seu parceiro é o ator John Benjamin Hickey.

## Filmografia

### Produtor
- Uncoupled (2022-presente): produtor executivo
- Modern Family: co-produtor executivo
- Stacked
- Frasier: produtor executivo
- Charlie Lawrence (2003): produtor executivo
- Stark Raving Mad (1999): co-produtor executivo
- Wings (1990): produtor
- Rules of Engagement: co-produtor executivo

### Roteirista
- Uncoupled: 3 episódios, 2022
- Modern Family
- Rules of Engagement: 4 episódios, 2009-10
- Back to You: 3 episódios, 2007-8
- Stacked: 2 episódios, 2005-6
- Jake in Progress: 1 Episódio, 2005
- Frasier
- Charlie Lawrence
- Wings
- Os Jeffersons: 1 Episódio, 1982

### Ator
- Cheers (1989-1991)
- Paper Dolls (1984)
- Drop-Out Father (1982)
- The Seduction (1982)
- Pray TV (1980)
- The Comedy Company (1978)

## Prêmios e indicações
- Primetime Emmy: Melhor Série de Comédia de 1998 para Frasier (1993).[6]
- Primetime Emmy: Melhor Série de Comédia de 2011-2014 para Modern Family
- Primetime Emmy: excelente roteiro para uma série de comédia para a Modern Family: Caught in the Act
- Indicado ao Primetime Emmy: 1999, 2010, 2015-2017[6]